# كيني دافنبورت
جيمس كينيون دافنبورت (بالإنجليزية: Kenny Davenport)‏ أو كما يلقب بكيني دافنبورت هو لاعب كرة قدم إنجليزي سابق. كان يلعب لصالح فريق بولتون واندررز. وهو صاحب أول هدف رسمي في تاريخ منافسات الدوري لكرة القدم.

## الهدف الأول
كان الجميع في الفترة ما بين عامي 1888 وعام 2013 يعتقدوا خطأ أن لاعب أستون فيلا جيرشوم كوكس أنه صاحب الهدف الأول في مباراة فريقه أمام وولفرهامبتون واندررز والذي أدخله في مرمى فريقه، ولكن في عام 2013 (أي بعد 125 عام من الهدف) اكتشف الباحث الإنجليزي روبرت بويلينغ أن جيروم كوكس ليس هو صاحب أول هدف رسمي في التاريخ، وأن جيمس كينيون دافنبورت الشهير بكيني هو صاحب هذا الشرف، والذي سجل الهدف في مرمى نادي ديربي كاونتي، وأن هذا اليوم لعبت فيه 5 مباريات متتالية في الدوري الإنجليزي الممتاز، وأن كيني سجل هدفه في الساعة 3:47، أما كوكس سجُل هدفه في الساعة 4:01، أي بفارق 14 دقيقة، وبعد اكتشاف هذا الأمر تم عمل لوحة تذكارية في بولتن لتخليد ذكرى إنجاز كيني الذي ظل مجهولًا طوال هذه الفترة، وتوفي كيني عام 1908 عن عمر يناهز 46 عامًا.